# 吉野川市立美郷中学校
吉野川市立美郷中学校（よしのがわしりつ みさとちゅうがっこう）は、かつて徳島県吉野川市美郷字川俣にあった公立中学校。2009年度の在学生は6名。次年度在学生数が山川中学校などへの転出によって2名以下となる見込みになったため2010年度から休校することとなった。
「蛍雪寮」という寄宿舎が存在した。

## 沿革
- 1969年 - 美郷村立中村中学校、中枝中学校、種野中学校、東山中学校の4校が統合し美郷村立美郷中学校となる。
- 2004年 - 町村合併により、吉野川市立美郷中学校となる。
- 2010年3月31日 - 休校となる。

## 校訓
- 自主
- 創造
- 親和

## 校歌
- 作詞: 渡部正勝
- 作曲: 馬木芳雄

## 部活動
- ソフトテニス
- 卓球
- 陸上競技

## アクセス
- JR徳島線山瀬駅